# Hoplitis praestans
Hoplitis praestans là một loài Hymenoptera trong họ Megachilidae. Loài này được Morawitz mô tả khoa học năm 1893.